# Audi Skysphere Concept

Skysphere — це повністю електричний і автономний концепт - кар родстер від німецького виробника автомобілів Audi , представлений у 2021 році, прообразом моделі Grand Touring (GT) зі змінною колісною базою.

## Презентація
Концепт-кар Audi Skysphere Concept представлений на 10 серпня 2021 у дизайнерській студії Audi в Малібу, Сполучені Штати, де він був задуманий і намальований, а потім 15 серпня 2021 року на Pebble Beach Concours d'Elegance представлений.
Skysphere — один із трьох концепт автомобілів, представлених Audi у 2021 році разом із Grandsphere та Urbansphere .

## Технічні характеристики
Стиль цього концептуального автомобіля, який приймає форму родстера, показує нам майбутній напрямок дизайну Audi. Його інтер’єр має інтерактивний простір, інтегрований у цифрову екосистему. Skysphere має важливу особливість : має змінну колісну базу  .
Він пропонує два різних режими водіння: режим Grand Touring і режим Sport . У режимі Sport водій знаходиться за кермом роадстера довжиною 4,94 метра. У режимі Grand Touring колісна база розтягується до максимуму, і автомобіль довжиною 5,19 метра стає моделлю Grand Touring з автономним водінням. Skysphere, колись автономна, також здатна самостійно керувати паркуванням і зарядкою  .
Цей концепт-кар базується на 23-дюймових колесах і має пневматичну підвіску, а також кермо задніми колесами, щоб надати йому більшої маневреності, незважаючи на його значні розміри  .
Його колісна база змінна завдяки складному механізму, який дозволяє елементам кузова та шасі ковзати один в одного. Таким чином, довжина Skysphere може коливатися понад 250 міліметрів. Дорожній просвіт цього концептуального автомобіля був скоригований на 10 мм, щоб покращити комфорт і водіння. Його маса становить лише 1800 kg , тоді як e-tron GT, повністю електрична серійна модель виробництва Audi, важить понад 2400 kg  .

### Моторизація
Skysphere має єдиний електродвигун, встановлений на задній осі. Цей двигун має потужність 465 кВт  або 632 к.с. , а його крутний момент досягає 750 Нм.

Завдяки акумулятору 80 кВт  Skysphere пропонує запас ходу 500 км у класичному режимі GT.